# Верес Валентина Іванівна
Валенти́на Іва́нівна Ве́рес (нар. 22 липня 1951, Обуховичі) — українська майстриня художнього ткацтва; член Спілки радянських художників України з 1976 року та Національної спілки майстрів народного мистецтва України з 1999 року. Лауреат республіканської премії ЛКСМУ імені Миколи Островського за 1979 рік та премії імені Катерини Білокур за 1994 рік. Заслужений художник України з 1999 року.

## Біографія
Народилася 22 липня 1951 року в селі Обуховичах (нині Вишгородський район Київської області, Україна). Дочка Ганни, сестра Олени Верес, онука Марії Пособчук. 1970 року закінчила Київський технікум легкої промисловості.
В 1988—1992 роках брала активну участь у створенні Музею ткацтва в Обуховичах. Мешкає у Києві.

## Творчість
Працює у галузі художнього ткацтва, створює декоративні панно, ткані рушники, ткане вбрання, тканини для інтер'єрів громадських споруд, при цьому вводячи елементи вишивки. Серед робіт:
- цикли тканих робіт «Думи мої — пісні мої» (1974—1977), «Червона калина» (1994, премія імені Катерини Білокур);
- серія тканин (1978)[1];
- колекція суконь (1980—1984)[1];
- декоративне панно «Космічні мелодії» (1983);
- сценічні ткані народні костюми для хору села Обуховичів (1983);
- жіночі костюми для Українського народного хору імені Григорія Верьовки (1987);
- колекція рушників для Музею афганців (1992)[1];
- для ансамблю музичної школи № 2 (1999).

Її роботи експонувалися на міжнародних виставках від 1970 року. Персональні виставки відбулися у Києві у 1978 та 1994 роках.
Вироби зберігаються у Національномуй музеї українського народного декоративного мистецтваа, Національному музеї народної архітектури та побуту України, Національному музеї Тараса Шевченка, Шевченківському національному заповіднику, Запорізькому художньому музеї.